# Позичанюк Йосип Іванович
Позичанюк Йосип (Осип) Іванович (Псевдо: «Шаблюк», «Шугай», «Євшан», «Стожар», «Устим», «Чубенко», «Рубайгада»; нар. 25 березня 1913, Дашів, Липовецький повіт, Київська губернія — пом. 22 грудня 1944, Юшківці, Жидачівський район, Львівщина) — Держсекретар інформації і пропаганди в УДП, політичний керівник УПА, голова Бюро інформації УГВР, полковник УПА.

## Життєпис

### Дитинство і юність
Народився 25 березня 1913 року, на околиці Дашева в селі Польовому Липовецького повіту Київської губернії в селянській родині. Ріс напівсиротою.
Навчався Й. Позичанюк в Ніжинському педагогічному інституті на літературно-мовному факультеті.
11 лютого 2020 року видавництво «Стікс» оприлюднило біографічні відомості Йосипа Позичанюка. Суттєвим при цьому є точне визначення дати його народження, яке стало відомим з особової справи, яку вдалося знайти під час роботи над книгою про Йосипа Позичанюка, це 25 березня 1913 року. Разом з цим оприлюднена його світлина, яка знаходилася в особовій справі.

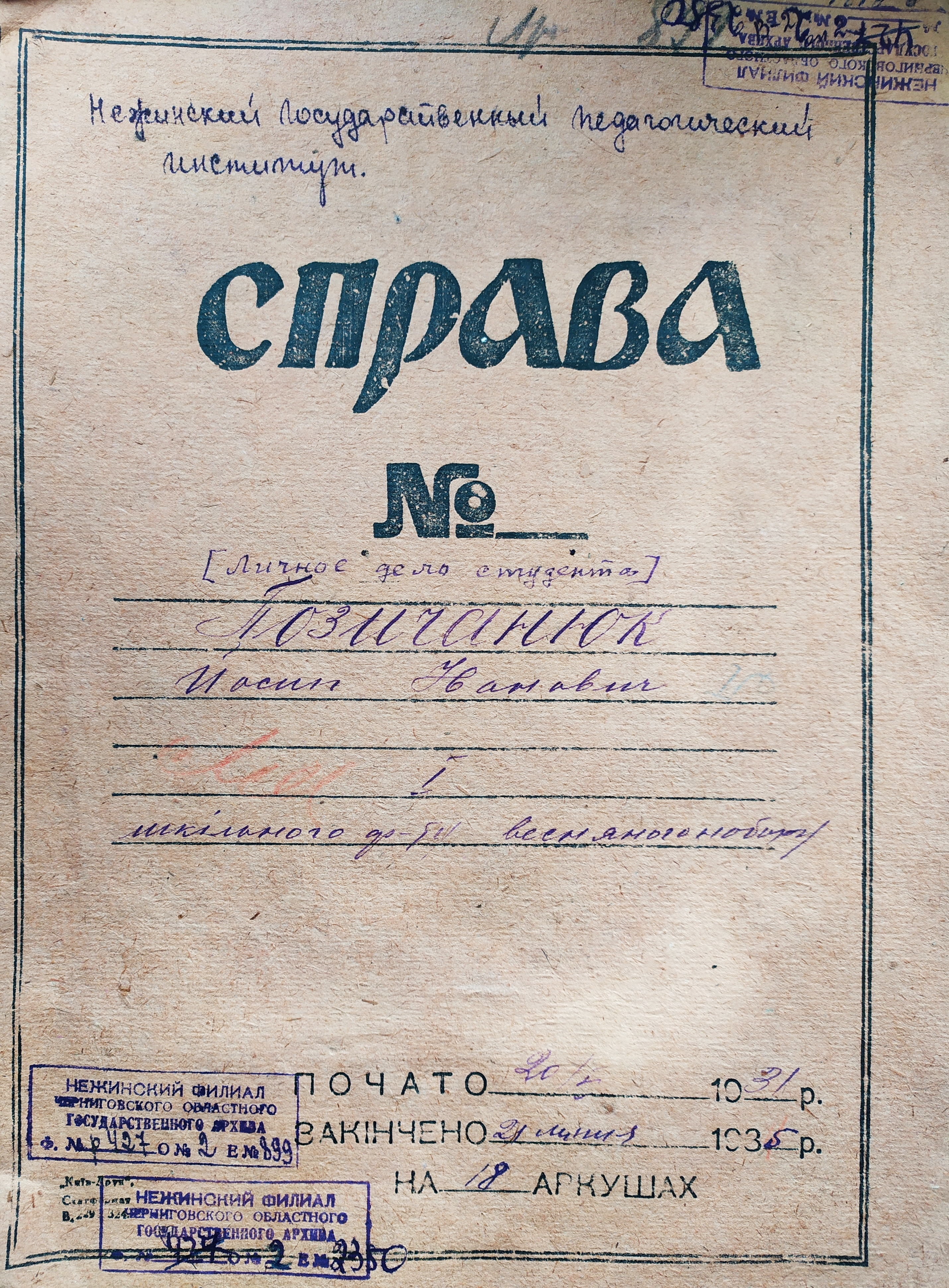
Особова справа Йосипа Позичанюка

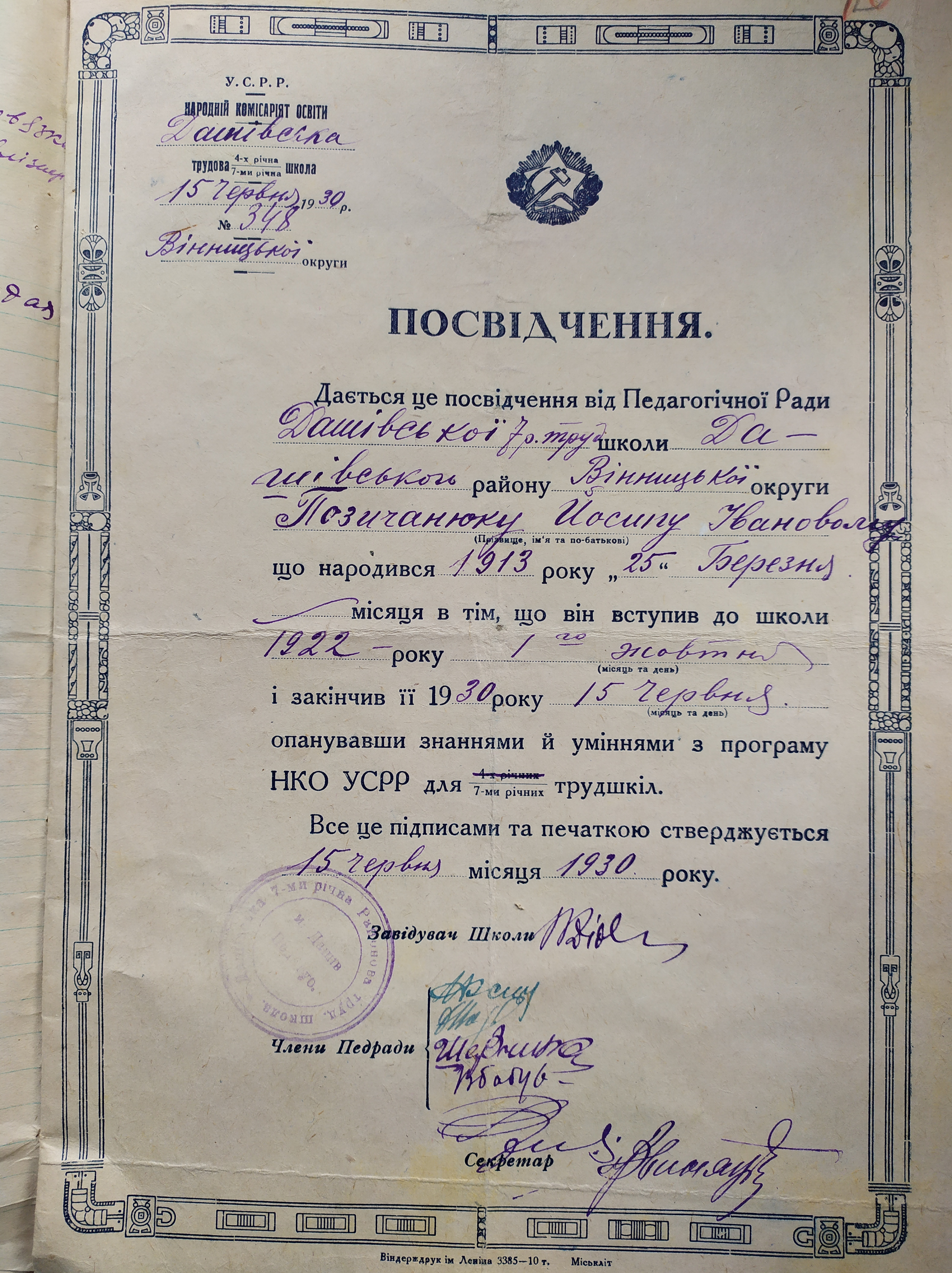
Посвідчення Йосипа Позичанюка про закінчення школи

### Становлення борця
В 1939 р. ЦК комсомолу направляє його до Львова для розбудови комсомолу на Західній Україні. Саме тут він познайомився з ідеями ОУН і вступив до організації.

«Найближчої неділі пішов я на Личаківське кладовище, щоб поглянути на могили українських Січових Стрільців. І що я там побачив? Передо мною у дбайливо зформованих рядах бетонові могили з хрестами, на деяких написи-прізвища, а на деяких літери Н. Н., тобто: воїни „незнаного назвиська“. На деяких могилах лежали квіти. Отже, навіть у той суворий під'яремний час хтось-таки приносив і клав на могили квіти. І тоді в мене збудилось глибоке переконання про те, що й досі жевріє ідея, яка пов'язує тих, що в землі, з тими, що ще живі. І я зробив висновок, що сама ідея не вбита, що вона жива. Це був переломовий момент у моєму житті. Я повернувся додому і довго не знаходив спокою. Я знав, що є правда, але власть імущі її чомусь закрили. Червоні власті не хочуть, щоб хтось знав правду, яка не вміщається у большевицькі рамки. А правда мусить бути! Розтривожений, я подався до Юрія Стефаника (сина відомого письменника Василя Стефаника), а він мені дещо пояснив. Юрій зважився на ризик, дав мені кілька книжок-спогадів про 1918 рік у Львові та в Галичині. З того часу я став українським патріотом, я глибиною свого серця збагнув мову могил…»,
(Зі спогадів Позичанюка, вміщених в дослідженнях Петра Дужого (газета «Шлях перемоги», ч.50, 10.12.1994 р.)

Петро Дужий навів також спогади члена ОУН Тараса Онишкевича-«Галайди»: 
|  | "Він сказав мені таке: Прийшла вістка в підпілля від Юрія Стефаника, що є кілька "східняків", які тепер у Львові. Вони починають думати власним, непозиченим розумом, є усі підстави твердити, що це справді ідейні люди, у жилах яких пливе козацька кров. Це не манкурти, не яничари, це громадяни з великої літери. Про них скоро довідався і крайовий Провідник ОУН Іван Климів-"Легенда". |

З того часу Й. Позичанюк остаточно стає на шлях боротьби за свободу України.

### Боротьба
Під псевдо «Шугай» Позичанюк стає членом Проводу ОУН, а 30 червня 1941 р. після проголошення у Львові Акту відновлення Української Держави, Державним секретарем інформації і пропаганди в Українському Державному Правлінні на чолі з прем'єром Ярославом Стецьком. Після цього він в складі похідної групи, очолюваної Дмитром Мироном-«Орликом», рушає до Києва для проголошення і розбудови Української держави. Але у вересні 1941 р. по дорозі до столиці Позичанюка арештували гестапівці і вивезли до Львова, а потім до Кракова. В 1942 він втікає з концтабору Освенцим, і повертається в Україну, де відразу ж вступає до лав УПА.
З весни 1943 р. Й. Позичанюк — полковник і член Головної Команди УПА на Волині під псевдо «Шаблюк», політичний командир УПА, входить до Головної Ради ОУН. В той час користувався псевдами: «Євшан», «Рубай-Гада», «Стожар», «Чубенко», «Шахай». 21 — 25 серпня 1943 р. Й. Позичанюк стає учасником ІІІ Надзвичайного Великого Збору ОУН(Б), який поставив нові важливі завдання в революційно-визвольній боротьбі Української нації за свою державність, і проголосив: «Свобода народам і людині!», «За Українську Самостійну Соборну Державу!», «За вільні національні держави поневолених народів!», «Поневолені народи, єднайтеся в боротьбі проти імперіалістів!».
Саме Й. Позичанюк ініціатор створення чужонаціональних відділів УПА для боротьби зі сталінським режимом. В листопаді 1943 р. він був співорганізатором Конференції Поневолених Народів Східної Європи й Азії, на якій було затверджено програму боротьби за здобуття національних держав, а також план утворення іноземних легіонів («куренів») у складі УПА. Саме тоді УПА проголосило гасло «Воля народам. Воля людині». Перший національний курінь в УПА створили в другій половині 1943 р. узбеки під командуванням майора «Ташкента», який в березні 1944 р. попав пораненим у більшовицький полон і був розстріляний, згодом у ВО «Заграва» організовується, майже одночасно з узбеками, курінь грузинів та вірмен, а також сотня кубанців. В окрузі ВО «Турів» першим організовано курінь азербайджанців. В 1944 р. кількість національних частин в УПА становила до 15 куренів. Крім того в лавах УПА воювали австрійці, бельгійці, французи, німці і югослави, які входили до складу інших частин або працювали в адміністрації УПА.
Головна діяльність Й. Позичанюка в цей час була пов'язана зі службою інформації і пропаганди в УПА. Він був головним редактором багатьох підпільних видань, зокрема газет: «За Україну», «За Українську державу», автором відозв та статей, крім того, він керував програмою передач «Вільна Україна». Він написав статтю «Тактика щодо російського народу», як другу частиною праці «До питань боротьби за Українську Самостійну Соборну Державу», написану 1943 р., і доповнену 1944 р. розділом про «власовщину».
Працював на початках під керівництвом Петра Дужого, який був наставником також для Петра Федуна-«Полтави», Зенона Тершаківця.
Й. Позичанюк в ідеологічно-пропагандистській роботі, як і Осип Горновий, П. Федун «Полтава», У. Кужель, відкидав крайнощі націоналізму і сповідував здоровий демократизм в українському націоналістичному русі.
11 — 15 липня 1944 року поблизу сіл Недільна та Сприня на Самбірщині під охороною відділів УПА відбулися Установчі збори Української Головної Визвольної Ради — об'єднаного політичного і військового центру українських революційно-визвольних змагань, фактично підпільного парламенту і уряду України. Й. Позичанюк взяв активну участь у підготовці і проведенні зборів, і за рішенням Головного Збору УГВР очолив Бюро інформації Генерального секретаріату (підпільного уряду України), яке взяло на себе завдання координації усіх підпільних видань та радіопередач ОУН, УПА та УГВР. Інформаційно-пропагандистська діяльність УГВР виходить на новий, найпотужніший рівень, зокрема завдяки Й. Позичанюку. Поруч із офіційним вісником Проводу ОУН «Ідея і Чин», виходять інші підпільні журнали і газети: «Вільна Україна», «До Зброї» — вісник УПА, «Вісті Української Інформаційної Служби», з'явилися друком нові видання і брошури: «Чорний Ліс», «Маківка» та інші. Згодом Бюро інформації після загибелі Й. Позичанюка очолюватимуть такі відомі діячі, як Осип Дяків «Горновий» і Петро Федун «Полтава».
Йосип Позичанюк героїчно загинув 22 грудня 1944 року в лісі поблизу сіл Юшківці та Дев'ятники тепер Жидачівського району Львівської області, коли його група з 9 чоловік (Костянтин Цмоць, Б.Вільшанський, І.Капало та ін.), яка йшла на зустріч з Р.Шухевичем, натрапила на облаву загону НКВС, що налічував близько 300 чекістів. Всі загиблі поховані у братській могилі на Юшківському кладовищі.

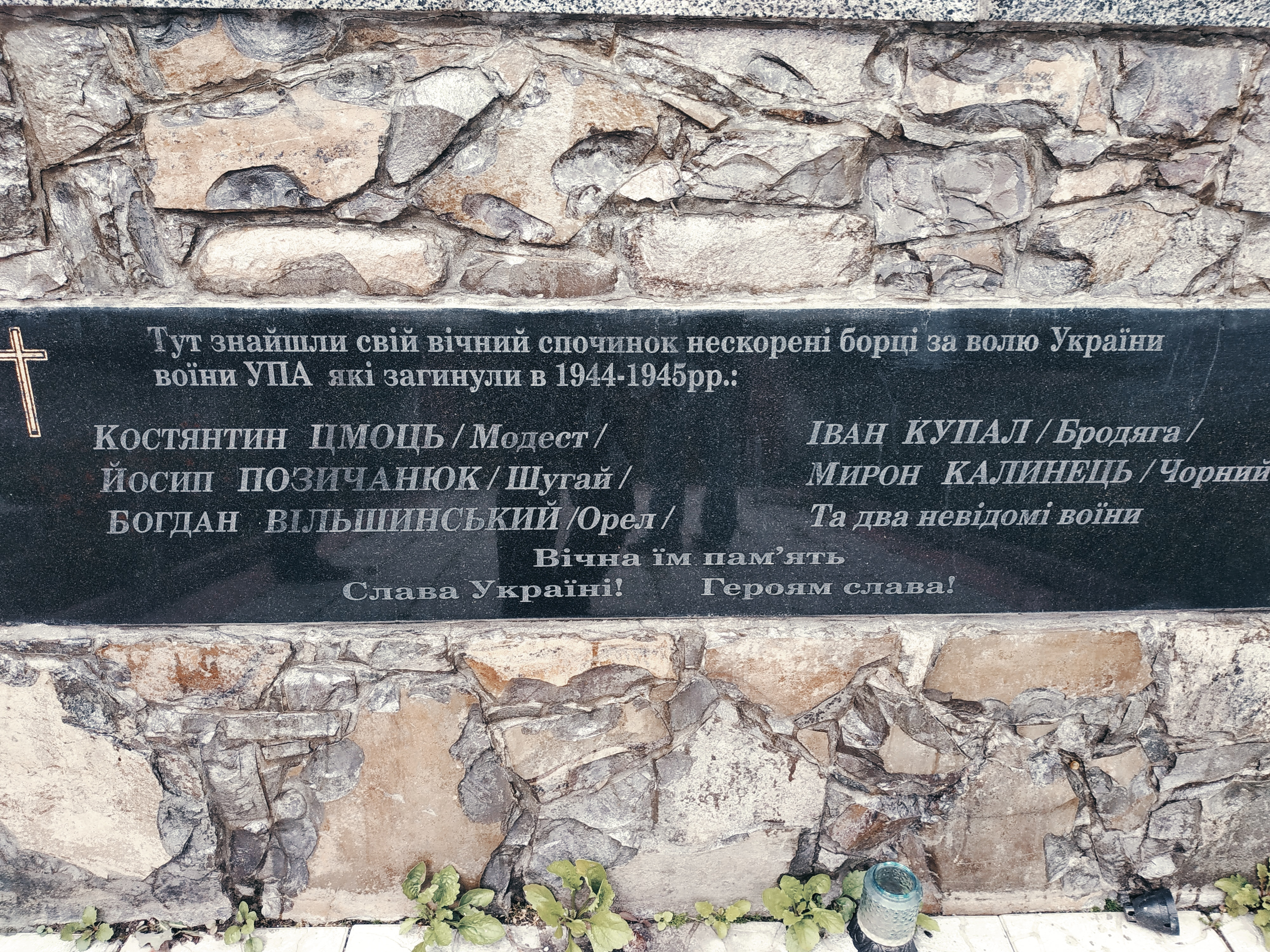
Пам'ятна плита на могилі Йосипа Позичанюка

«СРСР розпадеться, бо мусить розпастися.
Українська Самостійна Соборна Держава постане, бо мусить постати. І не тому, що нам так хочеться, а тому що це буде логічним вислідом усіх подій, суспільно-політичного розвитку і революційної боротьби на сході.
Так мусить бути»
Йосип Позичанюк

## Нагороди
- Згідно з Постановою УГВР від 11.10.1952 р. і Наказу Головного військового штабу УПА ч. 3/52 від 12.10.1952 р. підполковник-політвиховник УПА Йосип Позичанюк — «Євшан» нагороджений Срібним хрестом заслуги УПА.

## Вшанування пам'яті
- У його рідному місті селі Дашів йому встановлена меморіальна дошка.

- 14 жовтня 2018 року в Ніжині на Стіні Героїв на честь Йосипа Позичанюка також було відкрито меморіальну дошку[2].
- У багатьох містах України є Вулиця Героїв УПА, до яких належить і Йосип Позичанюк.

- 20.10.2017 р. від імені Координаційної ради з вшанування пам'яті нагороджених Лицарів ОУН і УПА у смт. Дашів Іллінецького р-ну Вінницької обл. Срібний хрест заслуги УПА (№ 017) переданий на зберігання в Музей партизанської слави смт. Дашів.